# Arne Eggen
Arne Eggen (Trondheim (comtat de Trøndelag), 28 d'agost, 1881 - Bærum (comtat d'Akershus), 26 d'octubre, 1955), va ser un organista i compositor noruec.
Era fill del rellotger Johan Andreas Eggen (1848–1927) i Berte Eriksen Kurud (1848–1927) i es va casar el 1916 amb Engel Johanne Othilie Sparre Gulbranson (1878–1918), filla del botiguer Georg Robert Gulbranson (1828–1912) i Antonie Wilhelmine Lüttensee (1842–1936). Cunyat de la cantant Ellen Gulbranson (1863–1947).
Arne Eggen va ser estudiant al Musikkonservatoriet d'Oslo i més tard també va estudiar a Leipzig amb Stephan Krehl (composició) i Karl Straube (orgue). De 1908 a 1924 va ser organista a Bragernes, Drammen i des de 1924 a les esglésies de Bryn i Tanum a Bærum. Eggen va ser president de l'Associació Noruega de Compositors de 1927 a 1945 i de TONO de 1928 a 1930.

## Obra
Per a orquestra

- Simfonia en sol, 1920

Òpera

- Olav Liljekrans (Henrik Ibsen), 1931–40
- Cymbeline (Shakespeare) 1943–48

Melodrama

- Liti Kjersti (Hulda Garborg), 1915, estrenada el 1933

Oratori

- El rei Olav (Olav Gullvåg), 1930, es va estrenar el 1933 amb el Cæciliaforeningen.

Música de cambra

- Dues sonates per a violí i piano
- Suite per a violí i piano

Òrgan

- Ciaconna en g, 1917

Cantant

- Tardor (O. Bull)
- A una església antiga (R. Nordtømme), 1948
- Honra l'eterna primavera de la vida (Bjørnstjerne Bjørnson)
- Estira el meu cor (T. Ørjasæter)
- Fora, sí fora, era l'arbre dels noruecs (Per Sivle)
- Sporven (Arne Garborg)
- Les fulles es tornen grogues (Ivar Aasen)

Altres

- Arranjaments de melodies populars noruegues